# FSK
FSK - Frequency-shift keying ou Modulação por chaveamento de frequência: é uma técnica de modulação na qual o sinal digital modulante varia a frequência de uma onda portadora analógica de acordo com valores pré-determinados.
Inicialmente eram utilizados apenas dois valores de frequência, cada um representando um nível binário “1” ou “0”. Este método passou a ser chamado de BFSK (Binary Frequency-shift keying). Foram então introduzidos mais valores de frequência, o que permitiu a codificação de dois ou mais bits por valor. Por exemplo: utilizando 4 valores diferentes de frequência, pode-se atribuir 2 bits para cada valor, de acordo com a tabela abaixo:
Freq. x Bits
f1    -  00
f2    -  01
f3    -  10
f4    -  11
Como em todos os métodos de modulação digital, é utilizada uma sequência de bits igualmente espaçados que modulam a portadora. O período de cada pulso da sequência é dado por Td. Desta forma, a menor largura de banda necessária para transmitir esse pulso, f, é:
{\displaystyle f=1/(2*Td)}
Este sistema é usado por algumas operadoras em dispositivos de identificação de chamadas.